# Języki nguni
Języki nguni – grupa języków z rodziny bantu, używanych w Południowej Afryce, Zimbabwe, Suazi, Mozambiku, Malawi i Tanzanii. Do języków nguni zaliczają się między innymi: zulu, xhosa, ndebele, suazi. Językami nguni posługują się ludy Nguni.